# 간에이지
간에이지(일본어: 寛永寺)는 도쿄도 다이토구 우에노사쿠라키 1초메에 있는 천태종 간토 총본산의 사찰이다. 산호(山号)는 도에이잔(일본어: 東叡山)이다. 도에이잔 간에이지 엔돈인(円頓院)이라고 불린다. 창건자는 도쿠가와 이에미쓰, 초대 주지는 덴카이, 본존은 약사여래이다. 도쿠가와 쇼군가의 기도소이자 보리사이며, 도쿠가와 역대 쇼군 15명 중에서 6명이 간에이지에 영면해 있다. 17세기 중반부터는 황족이 역대 주지를 지내면서 닛코 산, 히에이 산을 관할하는 천태종의 본산으로 근세에는 막강한 권세를 자랑했지만 1868년(게이오 4) 우에노 전쟁에서 주요 가람이 소실됐다.

## 같이 보기
- 도쿠가와 가문 영묘